# William Carmichael McIntosh
William Carmichael McIntosh (né le 10 octobre 1838 à St Andrews et mort le 1er avril 1931 dans la même ville) est un zoologiste écossais.
William Carmichael McIntosh a travaillé à la connaissance des poissons marins et à la description et la taxinomie des annélides britanniques.

## Hommages
Plusieurs espèces animales ont été nommées en hommage à McIntosh :
- un invertébré de l'embranchement des Orthonectida : Intoshia Giard, 1877 ;
- un vers annélide Intoshella (sv) Darboux 1899[1] ;
- un protiste cilié, Intoshellina maupasi Cépède, 1910[note 1],[2], dont le nom de genre a donné son nom à la famille des Intoshellinidae Darboux 1899.

## Publications
Quelques exemples de titres publiés :
- (en) W. C. McIntosh, A monograph of the British marine annelids : Part I. The Nemerteans, vol. 1, Londres, Ray Society, 1873, 214 p. (lire en ligne).
- (en) W.C. McIntosh, The marine invertebrates and fishes of St. Andrews, Londres, Adam & Charles Black, 1875, 186 p. (lire en ligne).
- (en) M'Intosh, « Preliminary notice of Cephalodiscus, a new type allied to Prof. Allman's Rhabdopleura, dredged in H.M.S. ‘Challenger’ », Annals and Magazine of Natural History, Londres, Taylor & Francis, vol. 10, no 59,‎ novembre 1882, p. 337–348 (ISSN 0374-5481, OCLC 1481361, DOI 10.1080/00222938209459723, lire en ligne).
- (en) W. C. Mc'Intosh et E. E. Prince, « On the development and life-histories of the Teleostean food and other fishes », Transactions of the Royal Society of Edinburgh, Royal Society of Edinburgh, vol. 35, no 3,‎ 1890, p. 665-946 (ISSN 0080-4568 et 2053-5945, OCLC 25855107, DOI 10.5962/BHL.TITLE.13593, lire en ligne).
- (en) W. C. McIntosh et A.T. Masterman, The life-histories of the British marine food-fishes, Londres, C.J. Clay & Sons, 1897, 516 p. (lire en ligne).
- (en) W. C. McIntosh, The resources of the sea : as shown in the scientific experiments to test the effects of trawling and of the closure of certain areas off the Scottish shores, Londres, C.J. Clay & Sons, 1899, 248 p. (lire en ligne).